# Spirala przemocy
Spirala przemocy (ang. Some Mother's Son) – amerykańsko-irlandzki film dramatyczny z 1996 roku w reżyserii Terry'ego George'a.

## Główne role
- Helen Mirren jako Kathleen Quigley
- Fionnula Flanagan jako Annie Higgins
- Aidan Gillen jako Gerard Quigley
- David O’Hara jako Frank Higgins
- John Lynch jako Bobby Sands
- Tom Hollander jako Farnsworth
- Tim Woodward jako Harrington
- Ciarán Hinds jako Danny Boyle
- Geraldine O'Rawe jako Alice Quigley
- Gerard McSorley jako ojciec Daly
- Dan Gordon jako inspektor McPeake
- Grainne Delany jako Theresa Higgins
- Ciarán Fitzgerald jako Liam Quigley
- Robert Lang jako Minister

## Fabuła
Rok 1981. Kathleen Quigley jest wdową samotnie wychowującą syna. Nie jest uwikłana w polityczne rozgrywki w Irlandii Północnej. Tym bardziej jest zdziwiona kiedy dowiaduje się, że jej syn zostaje aresztowany i skazany na lata więzienia. Trafia do jednej celi z Frankiem Higginsem, członkiem IRA. Kathleen Quigley i Annie Higgins odwiedzają swych synów w więzieniu. Starają się zrozumieć, tymczasem sytuacja ich synów pogarsza się.